# JCSAT-16
JCSAT-16 — геостаціонарний супутник зв'язку, який належить супутниковому оператору, компанії JSAT Corporation.
Початково супутник планували використовувати як резервний на геостаціонарній орбіті, однак ним вирішили тимчасово замінити супутник Superbird-8, який отримав ушкодження під час доставки на космодром Куру у Французькій Гвіані, де планувався його запуск за допомогою ракети-носія Аріан-5 у липні 2016 року. Ремонт і повторне тестування відклали запуск Superbird-8 не менш ніж на рік. JCSAT-16 буде розміщений у точці 162° східної довготи, де зараз знаходиться супутник Superbird-B2..

## Історія
У квітні 2014 року SSL оголосив, що був укладений контракт з SKY Perfect JSAT Group на виготовлення двох супутників: JCSAT-15 і JCSAT-16..
10 вересня 2014 року JSAT оголосив, що він підписав контракт з SpaceX для запуску JCSAT-16 на борту ракети Falcon 9. 3 квітня 2016 року було оголошено, що Кратос був обраний для подачі 9 метрів Ku-діапазону антени для JCSAT-16 на своїй наземній станції Superbird. Крім того, було оголошено, що супутник пройшов критичний огляд дизайну.
13 липня 2016 року SSL встановлює JCSAT-16 на стартовому майданчику на Мисі Канаверал для обробки запуску і інтеграції. Це був другий запуск за рік для JCSAT, а також вдруге компанія використовувала послуги запуску SpaceX. 4 серпня 2016 року JSAT оголосила, що очікувана дата запуску JCSAT-16 буде 14 серпня.

## Апарат
Побудований на базі космічної платформи SSL-1300 компанією SSL. Енергозабезпечення здійснюється за допомогою двох крил сонячних батарей. Потужність — близько 8,5 кВт. Стартова маса супутника становить близько 4600 кг. Очікуваний термін служби — 15 років. Супутник побудований для японського оператора супутникового зв'язку SKY Perfect. Після виведення на розрахункову геостаціонарну орбіту він стане виконувати функції резервного передавача для інших 16 супутників зв'язку цієї компанії. Вони забезпечують передачу даних і візуального зображення на території Японії, Росії та країн Океанії.

### Транспондери
На супутник встановлено 26 активних транспондерів С-діапазону і 18 транспондерів Ku-діапазону

## Запуск
Запуск ракети-носія Falcon 9 із супутником JCSAT-16 зі стартового комплексу SLC-40 на мисі Канаверал  відбувся 14 серпня 2016 року в 5:26 UTC. Через 32 хвилини після старту супутник успішно виведений на цільову орбіту.

Перша ступінь ракети-носія виконала успішну посадку на платформу « Of Course I Still Love You». На відміну від попередніх посадок, виконаних після запуску супутників на  геоперехідну орбіту, при виконанні фінального посадкового імпульсу був використаний тільки один двигун замість трьох, для зниження перевантаження, наданої на щабель.

Фотогалерея
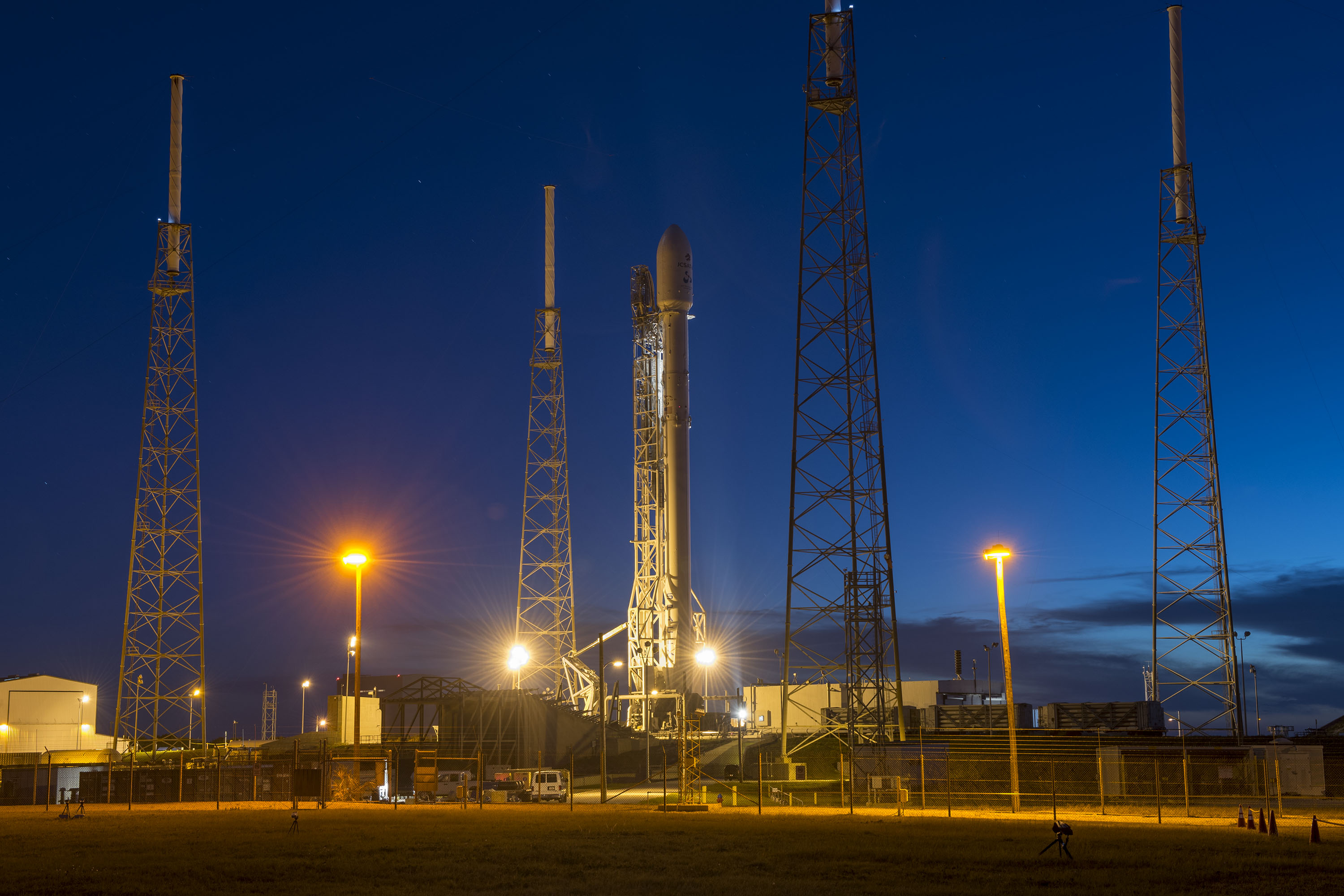
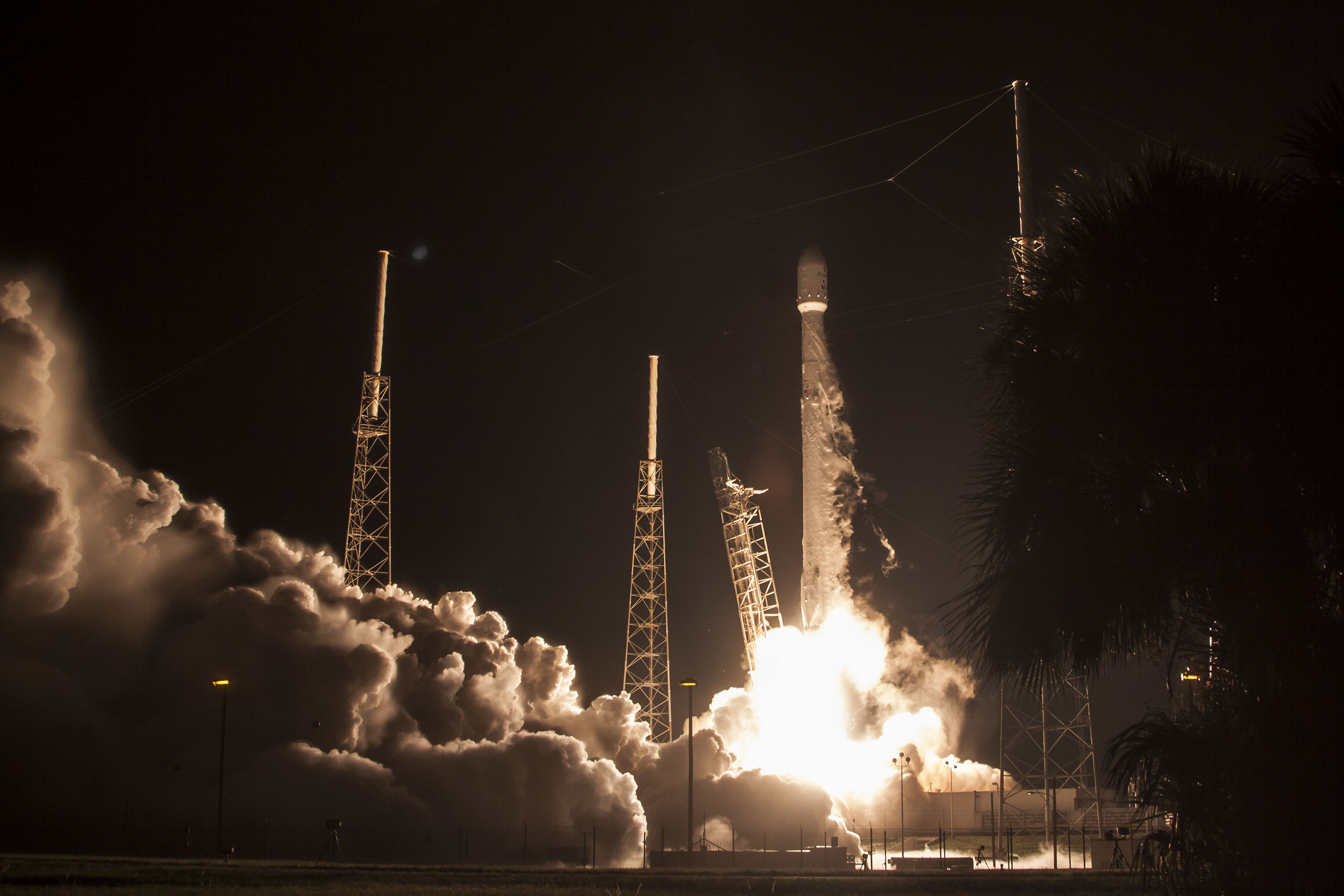
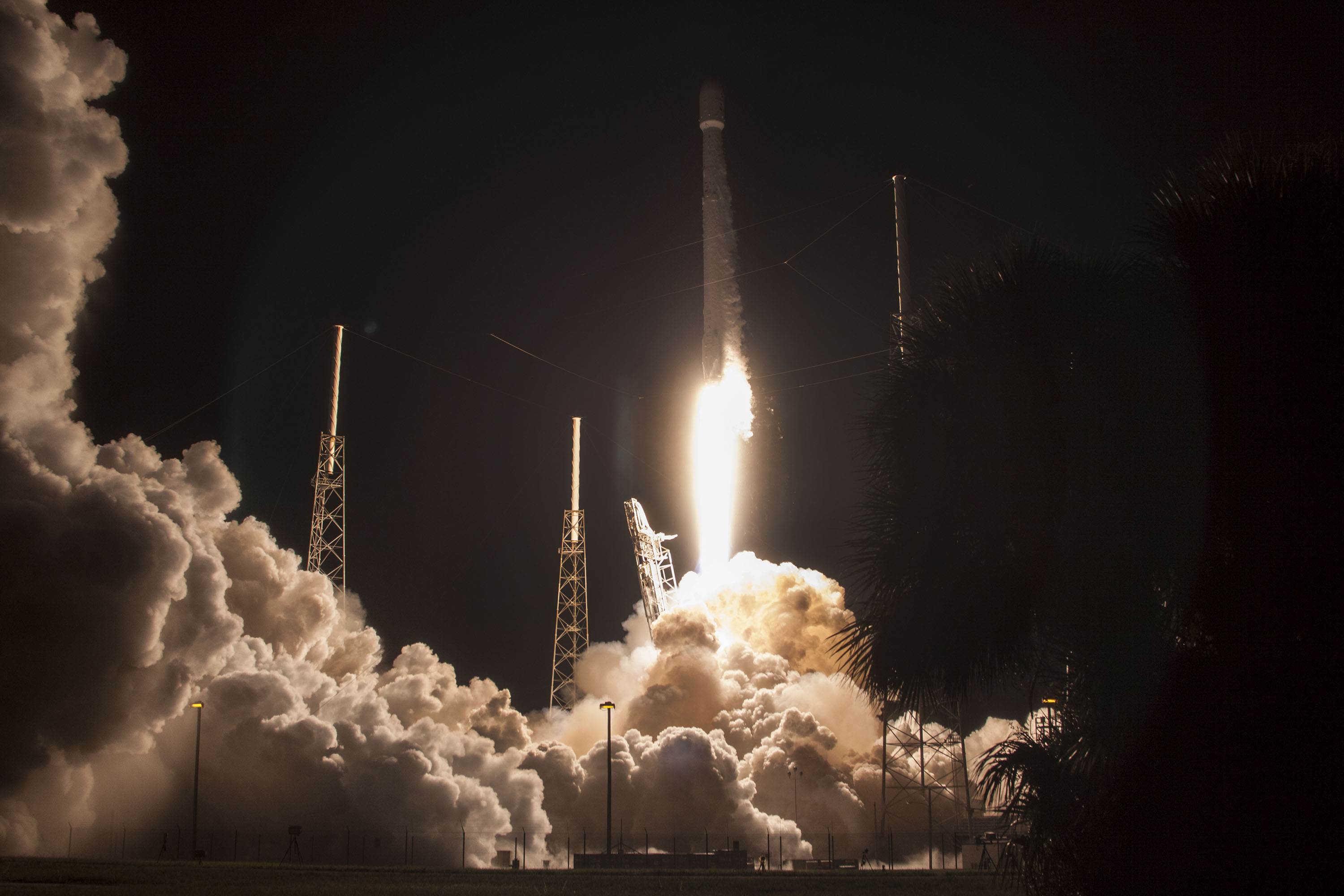
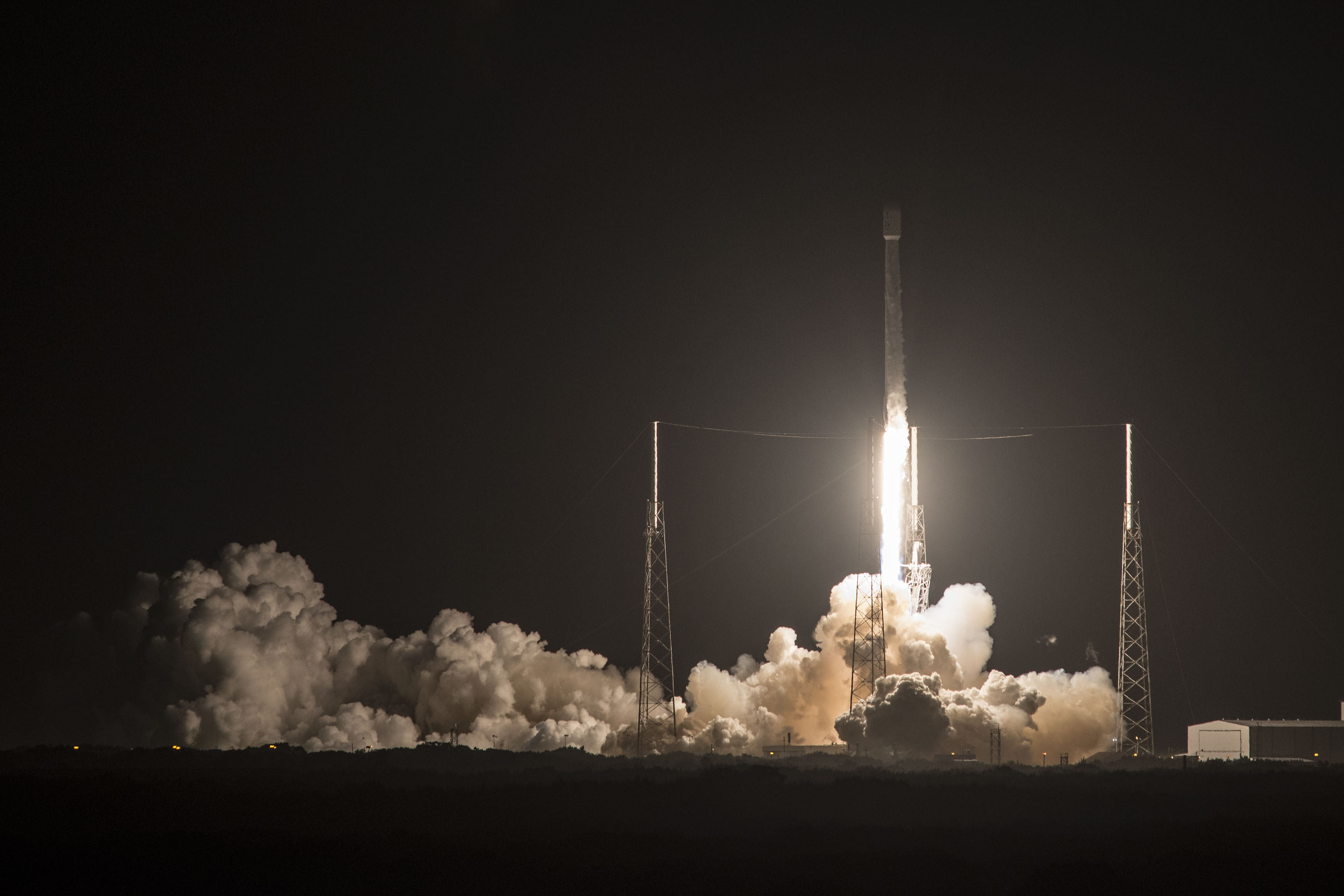
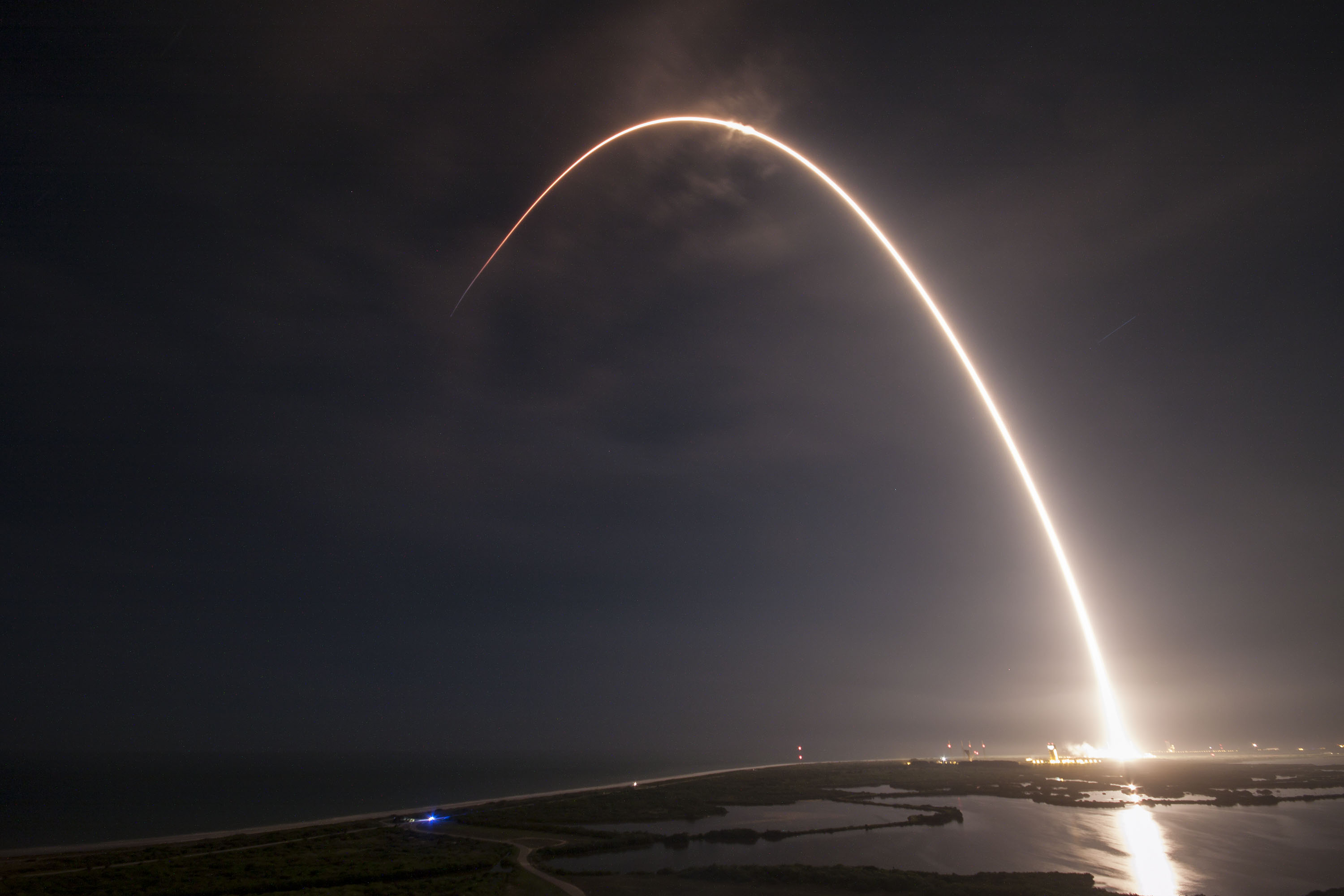
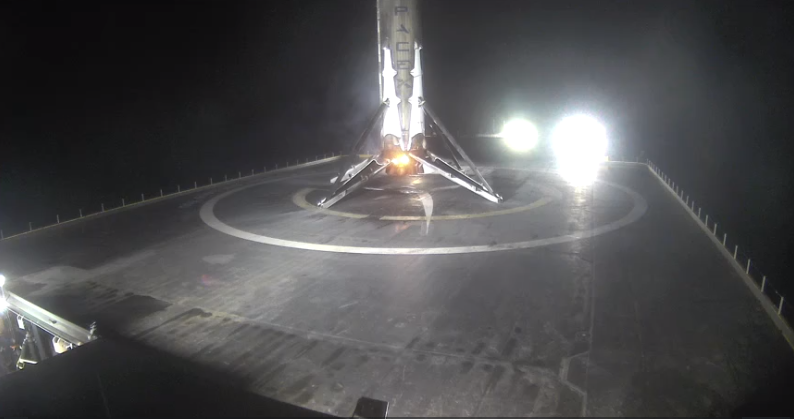